# Antwerp Port Epic femminile
L'Antwerp Port Epic femminile è una corsa in linea femminile di ciclismo su strada che si svolge in Belgio, nella periferia della città di Anversa, con cadenza annuale. Creata nel 2023, è stata inserita nel calendario internazionale femminile UCI in classe 1.1.
Dal 2025 è entrata a far parte del circuito UCI Women's ProSeries.

## Albo d'oro
Aggiornato all'edizione 2025.
| Anno | Vincitore        | Secondo             | Terzo                |
| ---- | ---------------- | ------------------- | -------------------- |
| 2023 | Marthe Truyen    | Audrey Cordon-Ragot | Franziska Koch       |
| 2024 | Lara Gillespie   | Zoe Bäckstedt       | Babette van der Wolf |
| 2025 | Susanne Andersen | Clara Copponi       | Eilidh Shaw          |

### Vittorie per nazione
Aggiornato all'edizione 2025.
| Pos. | Paese    | Vittorie |
| ---- | -------- | -------- |
| 1    | Belgio   | 1        |
| 1    | Irlanda  | 1        |
| 1    | Norvegia | 1        |